# George Pușcaș
George Alexandru Pușcaș (Marghita, 8 aprile 1996) è un calciatore rumeno, attaccante del Bodrum e della nazionale rumena.

## Biografia
George (il suo nome si pronuncia ˈdʒe̯ordʒe alekˈsandru ˈpuʃkaʃ) di lontane origini ungheresi, nasce in una cittadina della Transilvania, e nella vicina Oradea, capoluogo della zona metropolitana di cui Marghita fa parte, comincia a frequentare l’Accademia Liberty Oradea, centro fondato nel 2003 con l’intento di scoprire i giovani talenti del calcio rumeno.

## Caratteristiche tecniche
È un attaccante, forte fisicamente ed abile nel gioco aereo. La sua duttilità tattica gli permette di giocare da centravanti, da seconda punta oppure come esterno offensivo.

## Carriera

### Club

#### Gli inizi in Romania
Cresce calcisticamente nelle giovanili del Liberty Oradea, per poi approdare alla seconda serie rumena, dove gioca con la maglia del Bihor Oradea.

#### Inter e vari prestiti
Nell'estate 2013 viene ingaggiato dall'Inter e tesserato per la squadra Primavera. Durante la stagione 2013-14, è autore di 11 reti complessive tra campionato e Coppa Italia di categoria. La società milanese riscatta poi il suo cartellino, acquistandolo a titolo definitivo.
Le numerose reti segnate con la Primavera gli valgono, nella stagione successiva, l'approdo in prima squadra. Sotto la guida di Roberto Mancini colleziona 7 presenze tra campionato e coppe, ricevendo un'ammonizione in Coppa Italia.
In estate, nonostante il rinnovo del contratto sino al 2019, viene mandato in prestito al Bari insieme al compagno di squadra Camara.
Il 22 settembre 2015 esordisce in Serie B, nella sconfitta per 4-1 con il Crotone. Segna il suo primo gol con la maglia del Bari il 1º marzo 2016 segnando due reti contro la Ternana, partita poi terminata 4-0 per la squadra biancorossa. Durante lo scontro play-off contro il Novara il 25 maggio realizza il gol del momentaneo pareggio che porterà le squadre ai supplementari sul risultato di 3-3. Conclude l'esperienza barese con 5 gol segnati in 18 partite.
Il 15 luglio dello stesso anno, dopo essere tornato all'Inter, insieme a Bright Gyamfi viene ceduto in prestito con diritto di riscatto e contro-riscatto al Benevento, squadra neopromossa in Serie B. L'8 giugno 2017 segna il gol decisivo nella finale di ritorno dei play-off contro il Carpi, consentendo ai giallorossi di conquistare la prima promozione in Serie A della loro storia. Il 7 luglio seguente si trasferisce nuovamente in prestito nella squadra campana, con la stessa formula della stagione precedente. Il 3 dicembre 2017, alla sua trentesima partita disputata con la maglia giallorossa, segna il suo primo gol in Serie A ai danni del Milan: il suo gol, assieme a quello del portiere Alberto Brignoli, consentirà al Benevento di agguantare il suo primo punto di sempre nella massima serie italiana, alla quindicesima giornata di campionato.
Il 29 gennaio 2018 passa in prestito al Novara, formazione di Serie B. Contro l'Ascoli il 3 febbraio segna la sua prima rete in azzurro (al suo debutto) e la partita seguente, l'11 febbraio, mette a segno la sua prima tripletta da professionista assicurando alla sua squadra la vittoria (1-3) nella partita esterna contro il Cittadella. In tutto sono 9 i gol segnati in 19 partite, ma il Novara retrocede.
Rientrato all'Inter dopo la buona esperienza al Novara, l'8 agosto 2018 si trasferisce al Palermo. Inizialmente ufficializzato come acquisto a titolo definitivo, l'accordo tra le due squadre è stato poi raggiunto sulla base di un prestito con obbligo di riscatto a condizioni determinate. Fa il suo esordio con la maglia rosanero il 31 agosto, nella sfida pareggiata per 2-2 allo stadio Renzo Barbera contro la Cremonese valevole per la 2ª giornata di Serie B. Segna il suo primo gol con il Palermo il 21 ottobre, siglando il gol vittoria del 2-1 nella trasferta contro il Lecce allo stadio Via del mare valevole per l'8ª giornata di Serie B. Il 9 febbraio 2019 a Perugia realizza la sua prima doppietta in maglia rosanero. A fine stagione, dopo aver totalizzato 33 presenze e 9 gol, non viene riscattato dal Palermo per via del fallimento societario e fa quindi ritorno all'Inter prendendo parte alla tournée asiatica dei nerazzurri.

#### Reading
Il 7 agosto 2019 viene ufficializzato l'acquisto a titolo definitivo del centravanti rumeno per 10 milioni di euro da parte del Reading, club militante nella Championship inglese, con cui firma un contratto quinquennale. Il 13 agosto successivo segna la sua prima rete con la maglia del Reading nel primo turno di Coppa di Lega inglese, contro il Wycombe. Pochi giorni dopo realizza la sua prima doppietta con la maglia dei Royals in campionato, nella vittoria in casa per 3-0 contro il Cardiff City. Il 30 novembre successivo mette a segno una tripletta in soli 5 minuti nella vittoria per 3-1 in rimonta del Reading fuori casa, contro il Wigan.

#### Pisa
Il 31 gennaio 2022 viene ceduto in prestito con diritto di riscatto, condizionato alla promozione, al Pisa, in Serie B. Il 19 febbraio segna la sua prima rete con i toscani, realizzando il pareggio in casa del Monza, nella gara che poi il Pisa vincerà per 2-1. A fine stagione, l'attaccante non viene riscattato, a causa della mancata promozione del Pisa in Serie A.

#### Genoa e prestito al Bari
Tornato in Inghilterra dopo aver messo insieme 22 presenze e 8 gol in Serie B, il 25 agosto 2022 passa in prestito al Genoa, appena retrocesso fra i cadetti, con obbligo di riscatto ed acquisto definitivo al realizzarsi di alcune condizioni prestabilite. L'8 dicembre 2022, segna la sua prima rete con i rossoblu nel successo per 2-0 sul Südtirol.
In seguito alla promozione immediata in Serie A dei rossoblu, il 21 giugno 2023 l'attaccante viene ufficialmente riscattato dal Genoa, con cui firma un contratto triennale.
Il 19 gennaio 2024 viene ufficializzato il passaggio in prestito al Bari, in Serie B, tornando a vestire la maglia biancorossa dopo 8 anni. Il 10 febbraio segna la sua prima rete in occasione del successo per 3-1 contro il Lecco. Conclude la stagione con i biancorossi collezionando 15 presenze (più 2 ai play-out) e 4 reti.

#### Bodrum
Il 14 agosto 2024 viene acquistato a titolo definitivo dal Bodrum, squadra turca neopromossa in Süper Lig, con cui sottoscrive un accordo triennale valido fino al 30 giugno 2027.

### Nazionale
Compie tutta la trafila delle nazionali giovanili rumene e approda all'Under-21 rumena, con cui debutta il 13 agosto 2014 segnando anche una rete nell'amichevole vinta contro i pari età dell'Italia (2-1).
Nell'ottobre 2014 riceve la convocazione della nazionale maggiore, senza però esordire. Il 31 maggio 2018 fa il suo esordio ufficiale con la nazionale maggiore rumena, giocando l'amichevole vinta per 3-2 contro il Cile, dove subentra al 74º minuto al posto di George Țucudean.
Segna il primo gol in nazionale il 17 novembre 2018 aprendo le marcature della partita vinta per 3-0 a Ploiești contro la Lituania, valida per la UEFA Nations League 2018-2019. Nel giugno 2019 viene convocato per l'Europeo Under-21 in Italia dove ha modo di mettersi in mostra con 4 gol segnati.
Nella partita delle qualificazioni al Campionato mondiale di calcio 2022 contro l'Armenia, dopo essere stato ammonito al 40º minuto del primo tempo, si prende il cartellino rosso diretto al minuto 78, che influenzerà il risultato della partita, visto che, in rimonta, la nazionale armena vincerà 3-2 l'incontro.
Nel giugno 2024 viene convocato dal CT Edward Iordănescu per il campionato d'Europa 2024 in Germania.

## Statistiche

### Presenze e reti nei club
Statistiche aggiornate al 3 gennaio 2025.
| Stagione         | Squadra          | Campionato       | Campionato | Campionato | Coppe nazionali | Coppe nazionali | Coppe nazionali | Coppe continentali | Coppe continentali | Coppe continentali | Altre coppe | Altre coppe | Altre coppe | Totale | Totale |
| Stagione         | Squadra          | Comp             | Pres       | Reti       | Comp            | Pres            | Reti            | Comp               | Pres               | Reti               | Comp        | Pres        | Reti        | Pres   | Reti   |
| ---------------- | ---------------- | ---------------- | ---------- | ---------- | --------------- | --------------- | --------------- | ------------------ | ------------------ | ------------------ | ----------- | ----------- | ----------- | ------ | ------ |
| 2012-2013        | Bihor Oradea     | L2               | 13         | 2          | CR              | 0               | 0               | -                  | -                  | -                  | -           | -           | -           | 13     | 2      |
| 2014-2015        | Inter            | A                | 4          | 0          | CI              | 2               | 0               | UEL                | 1                  | 0                  | -           | -           | -           | 7      | 0      |
| 2015-2016        | Bari             | B                | 16+1       | 4+1        | CI              | 1               | 0               | -                  | -                  | -                  | -           | -           | -           | 18     | 5      |
| 2016-2017        | Benevento        | B                | 17+4       | 4+3        | CI              | 1               | 0               | -                  | -                  | -                  | -           | -           | -           | 22     | 7      |
| 2017-gen. 2018   | Benevento        | A                | 11         | 1          | CI              | 1               | 0               | -                  | -                  | -                  | -           | -           | -           | 12     | 1      |
| Totale Benevento | Totale Benevento | Totale Benevento | 28+4       | 5+3        |                 | 2               | 0               |                    | -                  | -                  |             | -           | -           | 34     | 8      |
| gen.-giu. 2018   | Novara           | B                | 19         | 9          | CI              | -               | -               | -                  | -                  | -                  | -           | -           | -           | 19     | 9      |
| 2018-2019        | Palermo          | B                | 33         | 9          | CI              | 0               | 0               | -                  | -                  | -                  | -           | -           | -           | 33     | 9      |
| 2019-2020        | Reading          | FLC              | 38         | 12         | FACup+CdL       | 2+2             | 1+1             | -                  | -                  | -                  | -           | -           | -           | 42     | 14     |
| 2020-2021        | Reading          | FLC              | 21         | 4          | FACup+CdL       | 0+1             | 0               | -                  | -                  | -                  | -           | -           | -           | 22     | 4      |
| 2021-gen. 2022   | Reading          | FLC              | 25         | 1          | FACup+CdL       | 1+1             | 1+0             | -                  | -                  | -                  | -           | -           | -           | 27     | 2      |
| Totale Reading   | Totale Reading   | Totale Reading   | 84         | 17         |                 | 7               | 3               |                    | -                  | -                  |             | -           | -           | 91     | 20     |
| gen.-giu. 2022   | Pisa             | B                | 18+4       | 8          | CI              | -               | -               | -                  | -                  | -                  | -           | -           | -           | 22     | 8      |
| 2022-2023        | Genoa            | B                | 25         | 4          | CI              | 2               | 0               | -                  | -                  | -                  | -           | -           | -           | 27     | 4      |
| 2023-gen. 2024   | Genoa            | A                | 8          | 0          | CI              | 2               | 0               | -                  | -                  | -                  | -           | -           | -           | 10     | 0      |
| Totale Genoa     | Totale Genoa     | Totale Genoa     | 33         | 4          |                 | 4               | 0               |                    | -                  | -                  |             | -           | -           | 37     | 4      |
| gen.-giu. 2024   | Bari             | B                | 15+2       | 4          | CI              | -               | -               | -                  | -                  | -                  | -           | -           | -           | 17     | 4      |
| Totale Bari      | Totale Bari      | Totale Bari      | 34         | 9          |                 | 1               | 0               |                    | -                  | -                  |             | -           | -           | 35     | 9      |
| 2024-2025        | Bodrum           | SL               | 15         | 4          | TK              | 1               | 3               | -                  | -                  | -                  | -           | -           | -           | 16     | 7      |
| Totale carriera  | Totale carriera  | Totale carriera  | 273        | 63         |                 | 17              | 6               |                    | 1                  | 0                  |             | -           | -           | 290    | 69     |

### Cronologia presenze e reti in nazionale
| Cronologia completa delle presenze e delle reti in nazionale ― Romania | Cronologia completa delle presenze e delle reti in nazionale ― Romania | Cronologia completa delle presenze e delle reti in nazionale ― Romania | Cronologia completa delle presenze e delle reti in nazionale ― Romania | Cronologia completa delle presenze e delle reti in nazionale ― Romania | Cronologia completa delle presenze e delle reti in nazionale ― Romania | Cronologia completa delle presenze e delle reti in nazionale ― Romania | Cronologia completa delle presenze e delle reti in nazionale ― Romania |
| Data                                                                   | Città                                                                  | In casa                                                                | Risultato                                                              | Ospiti                                                                 | Competizione                                                           | Reti                                                                   | Note                                                                   |
| ---------------------------------------------------------------------- | ---------------------------------------------------------------------- | ---------------------------------------------------------------------- | ---------------------------------------------------------------------- | ---------------------------------------------------------------------- | ---------------------------------------------------------------------- | ---------------------------------------------------------------------- | ---------------------------------------------------------------------- |
| 31-5-2018                                                              | Graz                                                                   | Romania                                                                | 3 – 2                                                                  | Cile                                                                   | Amichevole                                                             | -                                                                      | 74’                                                                    |
| 5-6-2018                                                               | Ploiești                                                               | Romania                                                                | 2 – 0                                                                  | Finlandia                                                              | Amichevole                                                             | -                                                                      | 62’                                                                    |
| 17-11-2018                                                             | Ploiești                                                               | Romania                                                                | 3 – 0                                                                  | Lituania                                                               | UEFA Nations League 2018-2019 - 1º turno                               | 1                                                                      | 35’                                                                    |
| 20-11-2018                                                             | Podgorica                                                              | Montenegro                                                             | 0 – 1                                                                  | Romania                                                                | UEFA Nations League 2018-2019 - 1º turno                               | -                                                                      | 74’                                                                    |
| 23-3-2019                                                              | Solna                                                                  | Svezia                                                                 | 2 – 1                                                                  | Romania                                                                | Qual. Euro 2020                                                        | -                                                                      | 64’                                                                    |
| 26-3-2019                                                              | Cluj-Napoca                                                            | Romania                                                                | 4 – 1                                                                  | Fær Øer                                                                | Qual. Euro 2020                                                        | 1                                                                      |                                                                        |
| 7-6-2019                                                               | Oslo                                                                   | Norvegia                                                               | 2 – 2                                                                  | Romania                                                                | Qual. Euro 2020                                                        | -                                                                      | 60’                                                                    |
| 10-6-2019                                                              | Ta' Qali                                                               | Malta                                                                  | 0 – 4                                                                  | Romania                                                                | Qual. Euro 2020                                                        | 2                                                                      |                                                                        |
| 5-9-2019                                                               | Bucarest                                                               | Romania                                                                | 1 – 2                                                                  | Spagna                                                                 | Qual. Euro 2020                                                        | -                                                                      |                                                                        |
| 8-9-2019                                                               | Ploiești                                                               | Romania                                                                | 1 – 0                                                                  | Malta                                                                  | Qual. Euro 2020                                                        | 1                                                                      | 76’                                                                    |
| 12-10-2019                                                             | Tórshavn                                                               | Fær Øer                                                                | 0 – 3                                                                  | Romania                                                                | Qual. Euro 2020                                                        | 1                                                                      |                                                                        |
| 15-10-2019                                                             | Bucarest                                                               | Romania                                                                | 1 – 1                                                                  | Norvegia                                                               | Qual. Euro 2020                                                        | -                                                                      | 63’                                                                    |
| 15-11-2019                                                             | Bucarest                                                               | Romania                                                                | 0 – 2                                                                  | Svezia                                                                 | Qual. Euro 2020                                                        | -                                                                      |                                                                        |
| 18-11-2019                                                             | Madrid                                                                 | Spagna                                                                 | 5 – 0                                                                  | Romania                                                                | Qual. Euro 2020                                                        | -                                                                      |                                                                        |
| 4-9-2020                                                               | Bucarest                                                               | Romania                                                                | 1 – 1                                                                  | Irlanda del Nord                                                       | UEFA Nations League 2020-2021 - 1º turno                               | 1                                                                      |                                                                        |
| 7-9-2020                                                               | Vienna                                                                 | Austria                                                                | 2 – 3                                                                  | Romania                                                                | UEFA Nations League 2020-2021 - 1º turno                               | -                                                                      | 68’                                                                    |
| 8-10-2020                                                              | Reykjavík                                                              | Islanda                                                                | 2 – 1                                                                  | Romania                                                                | Qual. Euro 2020                                                        | -                                                                      | 46’                                                                    |
| 11-10-2020                                                             | Oslo                                                                   | Norvegia                                                               | 4 – 0                                                                  | Romania                                                                | UEFA Nations League 2020-2021 - 1º turno                               | -                                                                      | 64’                                                                    |
| 14-10-2020                                                             | Ploiești                                                               | Romania                                                                | 0 – 1                                                                  | Austria                                                                | UEFA Nations League 2020-2021 - 1º turno                               | -                                                                      | 83’                                                                    |
| 11-11-2020                                                             | Ploiești                                                               | Romania                                                                | 5 – 3                                                                  | Bielorussia                                                            | Amichevole                                                             | 1                                                                      | 58’                                                                    |
| 25-3-2021                                                              | Bucarest                                                               | Romania                                                                | 3 – 2                                                                  | Macedonia del Nord                                                     | Qual. Mondiali 2022                                                    | -                                                                      | 63’                                                                    |
| 28-3-2021                                                              | Bucarest                                                               | Romania                                                                | 0 – 1                                                                  | Germania                                                               | Qual. Mondiali 2022                                                    | -                                                                      | 65’                                                                    |
| 31-3-2021                                                              | Erevan                                                                 | Armenia                                                                | 3 – 2                                                                  | Romania                                                                | Qual. Mondiali 2022                                                    | -                                                                      | 41’ 78’                                                                |
| 8-10-2021                                                              | Amburgo                                                                | Germania                                                               | 2 – 1                                                                  | Romania                                                                | Qual. Mondiali 2022                                                    | -                                                                      | 80’ 82’                                                                |
| 11-11-2021                                                             | Bucarest                                                               | Romania                                                                | 0 – 0                                                                  | Islanda                                                                | Qual. Mondiali 2022                                                    | -                                                                      | 86’                                                                    |
| 14-11-2021                                                             | Vaduz                                                                  | Liechtenstein                                                          | 0 – 2                                                                  | Romania                                                                | Qual. Mondiali 2022                                                    | -                                                                      | 63’                                                                    |
| 25-3-2022                                                              | Bucarest                                                               | Romania                                                                | 0 – 1                                                                  | Grecia                                                                 | Amichevole                                                             | -                                                                      | 61’                                                                    |
| 7-6-2022                                                               | Zenica                                                                 | Bosnia ed Erzegovina                                                   | 1 – 0                                                                  | Romania                                                                | UEFA Nations League 2022-2023 - 1º turno                               | -                                                                      | 74’                                                                    |
| 11-6-2022                                                              | Bucarest                                                               | Romania                                                                | 1 – 0                                                                  | Finlandia                                                              | UEFA Nations League 2022-2023 - 1º turno                               | -                                                                      | 60’                                                                    |
| 14-6-2022                                                              | Bucarest                                                               | Romania                                                                | 0 – 3                                                                  | Montenegro                                                             | UEFA Nations League 2022-2023 - 1º turno                               | -                                                                      |                                                                        |
| 23-9-2022                                                              | Helsinki                                                               | Finlandia                                                              | 1 – 1                                                                  | Romania                                                                | UEFA Nations League 2022-2023 - 1º turno                               | -                                                                      | 67’                                                                    |
| 26-9-2022                                                              | Bucarest                                                               | Romania                                                                | 4 – 1                                                                  | Bosnia ed Erzegovina                                                   | UEFA Nations League 2022-2023 - 1º turno                               | 2                                                                      | 64’                                                                    |
| 17-11-2022                                                             | Cluj-Napoca                                                            | Romania                                                                | 1 – 2                                                                  | Slovenia                                                               | Amichevole                                                             | -                                                                      |                                                                        |
| 20-11-2022                                                             | Chișinău                                                               | Moldavia                                                               | 0 – 5                                                                  | Romania                                                                | Amichevole                                                             | -                                                                      | 59’                                                                    |
| 16-6-2023                                                              | Pristina                                                               | Kosovo                                                                 | 0 – 0                                                                  | Romania                                                                | Qual. Euro 2024                                                        | -                                                                      | 81’ 86’                                                                |
| 19-6-2023                                                              | Lucerna                                                                | Svizzera                                                               | 2 – 2                                                                  | Romania                                                                | Qual. Euro 2024                                                        | -                                                                      | 73’                                                                    |
| 9-9-2023                                                               | Bucarest                                                               | Romania                                                                | 1 – 1                                                                  | Israele                                                                | Qual. Euro 2024                                                        | -                                                                      | 64’ 85’                                                                |
| 12-9-2023                                                              | Bucarest                                                               | Romania                                                                | 2 – 0                                                                  | Kosovo                                                                 | Qual. Euro 2024                                                        | -                                                                      | 32’ 46’                                                                |
| 18-11-2023                                                             | Felcsút                                                                | Israele                                                                | 1 – 2                                                                  | Romania                                                                | Qual. Euro 2024                                                        | 1                                                                      |                                                                        |
| 21-11-2023                                                             | Bucarest                                                               | Romania                                                                | 1 – 0                                                                  | Svizzera                                                               | Qual. Euro 2024                                                        | -                                                                      | 83’                                                                    |
| 22-3-2024                                                              | Bucarest                                                               | Romania                                                                | 1 – 1                                                                  | Irlanda del Nord                                                       | Amichevole                                                             | -                                                                      | 76’                                                                    |
| 7-6-2024                                                               | Bucarest                                                               | Romania                                                                | 0 – 0                                                                  | Liechtenstein                                                          | Amichevole                                                             | -                                                                      |                                                                        |
| 17-6-2024                                                              | Monaco di Baviera                                                      | Romania                                                                | 3 – 0                                                                  | Ucraina                                                                | Euro 2024 - 1º turno                                                   | -                                                                      | 75’                                                                    |
| 26-6-2024                                                              | Francoforte sul Meno                                                   | Slovacchia                                                             | 1 – 1                                                                  | Romania                                                                | Euro 2024 - 1º turno                                                   | -                                                                      | 67’ 88’                                                                |
| 6-9-2024                                                               | Pristina                                                               | Kosovo                                                                 | 0 – 3                                                                  | Romania                                                                | UEFA Nations League 2024-2025 - 1º turno                               | -                                                                      | 83’                                                                    |
| 12-10-2024                                                             | Larnaca                                                                | Cipro                                                                  | 0 – 3                                                                  | Romania                                                                | UEFA Nations League 2024-2025 - 1º turno                               | -                                                                      | 72’                                                                    |
| Totale                                                                 |                                                                        | Presenze                                                               | 46                                                                     |                                                                        | Reti                                                                   | 11                                                                     |                                                                        |

| Cronologia completa delle presenze e delle reti in nazionale ― Romania under 21 | Cronologia completa delle presenze e delle reti in nazionale ― Romania under 21 | Cronologia completa delle presenze e delle reti in nazionale ― Romania under 21 | Cronologia completa delle presenze e delle reti in nazionale ― Romania under 21 | Cronologia completa delle presenze e delle reti in nazionale ― Romania under 21 | Cronologia completa delle presenze e delle reti in nazionale ― Romania under 21 | Cronologia completa delle presenze e delle reti in nazionale ― Romania under 21 | Cronologia completa delle presenze e delle reti in nazionale ― Romania under 21 |
| Data                                                                            | Città                                                                           | In casa                                                                         | Risultato                                                                       | Ospiti                                                                          | Competizione                                                                    | Reti                                                                            | Note                                                                            |
| ------------------------------------------------------------------------------- | ------------------------------------------------------------------------------- | ------------------------------------------------------------------------------- | ------------------------------------------------------------------------------- | ------------------------------------------------------------------------------- | ------------------------------------------------------------------------------- | ------------------------------------------------------------------------------- | ------------------------------------------------------------------------------- |
| 13-8-2014                                                                       | Ploiești                                                                        | Romania under 21                                                                | 2 – 1                                                                           | Italia under 21                                                                 | Amichevole                                                                      | 1                                                                               | 73’                                                                             |
| 4-9-2014                                                                        | Bucarest                                                                        | Romania under 21                                                                | 4 – 3                                                                           | Montenegro under 21                                                             | Qual. Europeo Under-21 2015                                                     | 1                                                                               |                                                                                 |
| 9-9-2014                                                                        | Magdeburgo                                                                      | Germania under 21                                                               | 8 – 0                                                                           | Romania under 21                                                                | Qual. Europeo Under-21 2015                                                     | -                                                                               |                                                                                 |
| 26-3-2015                                                                       | Târgu Mureș                                                                     | Romania under 21                                                                | 3 – 0                                                                           | Islanda under 21                                                                | Amichevole                                                                      | 2                                                                               | 72’                                                                             |
| 31-3-2015                                                                       | Târgu Mureș                                                                     | Romania under 21                                                                | 1 – 0                                                                           | Cipro under 21                                                                  | Amichevole                                                                      | -                                                                               |                                                                                 |
| 16-6-2015                                                                       | Târgu Mureș                                                                     | Romania under 21                                                                | 3 – 0                                                                           | Armenia under 21                                                                | Qual. Europeo Under-21 2017                                                     | 1                                                                               |                                                                                 |
| 4-9-2015                                                                        | Târgu Mureș                                                                     | Romania under 21                                                                | 0 – 2                                                                           | Bulgaria under 21                                                               | Qual. Europeo Under-21 2017                                                     | -                                                                               |                                                                                 |
| 8-9-2015                                                                        | Erevan                                                                          | Armenia under 21                                                                | 2 – 3                                                                           | Romania under 21                                                                | Qual. Europeo Under-21 2017                                                     | 1                                                                               | 62’                                                                             |
| 9-10-2015                                                                       | Differdange                                                                     | Lussemburgo under 21                                                            | 0 – 1                                                                           | Romania under 21                                                                | Qual. Europeo Under-21 2017                                                     | 1                                                                               |                                                                                 |
| 13-11-2015                                                                      | Giurgiu                                                                         | Romania under 21                                                                | 0 – 3                                                                           | Danimarca under 21                                                              | Qual. Europeo Under-21 2017                                                     | -                                                                               | 64’                                                                             |
| 17-11-2015                                                                      | Wrexham                                                                         | Galles under 21                                                                 | 1 – 1                                                                           | Romania under 21                                                                | Qual. Europeo Under-21 2017                                                     | -                                                                               |                                                                                 |
| 29-3-2016                                                                       | Medias                                                                          | Romania under 21                                                                | 2 – 1                                                                           | Galles under 21                                                                 | Qual. Europeo Under-21 2017                                                     | -                                                                               |                                                                                 |
| 2-9-2016                                                                        | Medias                                                                          | Romania under 21                                                                | 4 – 0                                                                           | Lussemburgo under 21                                                            | Qual. Europeo Under-21 2017                                                     | -                                                                               |                                                                                 |
| 13-6-2017                                                                       | Eschen                                                                          | Liechtenstein under 21                                                          | 0 – 2                                                                           | Romania under 21                                                                | Qual. Europeo Under-21 2019                                                     | 2                                                                               |                                                                                 |
| 1-9-2017                                                                        | Zenica                                                                          | Bosnia ed Erzegovina under 21                                                   | 1 – 3                                                                           | Romania under 21                                                                | Qual. Europeo Under-21 2019                                                     | 1                                                                               |                                                                                 |
| 5-9-2017                                                                        | Ovidiu                                                                          | Romania under 21                                                                | 1 – 1                                                                           | Svizzera under 21                                                               | Qual. Europeo Under-21 2019                                                     | 1                                                                               |                                                                                 |
| 6-10-2017                                                                       | Lugano                                                                          | Svizzera under 21                                                               | 0 – 2                                                                           | Romania under 21                                                                | Qual. Europeo Under-21 2019                                                     | -                                                                               | 88’                                                                             |
| 10-11-2017                                                                      | Ovidiu                                                                          | Romania under 21                                                                | 1 – 1                                                                           | Portogallo under 21                                                             | Qual. Europeo Under-21 2019                                                     | -                                                                               |                                                                                 |
| 14-11-2017                                                                      | Bangor                                                                          | Galles under 21                                                                 | 0 – 0                                                                           | Romania under 21                                                                | Qual. Europeo Under-21 2019                                                     | -                                                                               | 81’                                                                             |
| 12-10-2018                                                                      | Cluj-Napoca                                                                     | Romania under 21                                                                | 2 – 0                                                                           | Galles under 21                                                                 | Qual. Europeo Under-21 2019                                                     | 1                                                                               | 66’                                                                             |
| 16-10-2018                                                                      | Ploiești                                                                        | Romania under 21                                                                | 4 – 0                                                                           | Liechtenstein under 21                                                          | Qual. Europeo Under-21 2019                                                     | 2                                                                               |                                                                                 |
| 18-6-2019                                                                       | Serravalle                                                                      | Romania under 21                                                                | 4 – 1                                                                           | Croazia under 21                                                                | Europeo Under-21 2019 - 1º turno                                                | 1                                                                               | 89’                                                                             |
| 21-6-2019                                                                       | Cesena                                                                          | Inghilterra under 21                                                            | 2 – 4                                                                           | Romania under 21                                                                | Europeo Under-21 2019 - 1º turno                                                | 1                                                                               | 77’                                                                             |
| 24-6-2019                                                                       | Cesena                                                                          | Francia under 21                                                                | 0 – 0                                                                           | Romania under 21                                                                | Europeo Under-21 2019 - 1º turno                                                | -                                                                               | 82’                                                                             |
| 27-6-2019                                                                       | Bologna                                                                         | Germania under 21                                                               | 4 – 2                                                                           | Romania under 21                                                                | Europeo Under-21 2019 - Semifinale                                              | 2                                                                               | 87’                                                                             |
| Totale                                                                          |                                                                                 | Presenze                                                                        | 25                                                                              |                                                                                 | Reti (1º posto)                                                                 | 18                                                                              |                                                                                 |

## Palmarès

### Individuale
- Selezione UEFA dell'Europeo Under-21: 1

2019